# Löfholmens Teatersällskap
Löfholmens Teatersällskap var ett amatörteatersällskap som uppträdde sommartid på en egen scen i Lövholmen, strax väster om Stockholms innerstad, i början av 1830-talet.
Lövholmen blev under första hälften av 1800-talet en av Stockholmstraktens första sommarorter. I början på 1820-talet kom ångbåtstrafik igång på Mälaren, vilket möjliggjorde etablering av sommarnöjen utmed stränderna. En trädgårdsmästare Lindqvist uppförde under tidigt 1800-tal sommarstugor längs en väg ned till stranden i Lövholmen, som han kallade Drottninggatan. 
Sommarortsperioden i Lövholmen varade fram till dess att järnvägens stambana på 1860-talet drogs till slutstationen Liljeholmen, varefter Liljeholmen och Lövholmen började utvecklas till industriområden. En rad fabriker etablerade sig där, med början på södra sidan av Liljeholmsviken mittemot Hornstull.
I juni 1828 tog initiativ till ett teatersällskap i ett sammanträde på Lövholmens ångbåtsbrygga. ”Löfholmens teatersällskap” köpte in trädgårdsmästare Lindqvists mangelbod vid stranden och lät bygga om den till en teatersalong med scen och läktare. Sällskapet räknade ett 60-tal medlemmar, varav flertalet var unga män ur handels- och ämbetsmannakretsar, framför allt boende på Söder och i Staden mellan broarna.
Teatern hade premiär den 1 juli 1828 med sånglustspelet ”De båda svartsjuka”, en pjäs som tidigare spelats på Arsenalsteatern vid Kungsträdgården, som brann ned 1825. Flertalet av de manliga skådespelarna var medlemmar i Par Bricole och sjöng med i deras kör. 
Teatersällskapet gav också ut en handskriven tidning med illustrationer av Claes Fredrik Lauren (1803-1877). Sommaren 1830 blev det sista spelåret.
En av de ledande var den då 30-årige Johan Erik Rydqvist, sedermera bibliotekarie och medlem av Svenska akademien. En annan medlem var tulltjänstemannen Wilhelm Karström, som deltog som tenor.